# Internet Explorer para UNIX
Internet Explorer para UNIX fue un navegador web propietario desarrollado por Microsoft para ser usado sobre X Window System en Solaris y HP-UX.

## Historia
29 de mayo de 1996. Se reporta que Steven Guggenheimer, jefe de producto de Internet Explorer, confirmó «Estamos considerando una versión de Internet Explorer para UNIX. Necesitamos encontrar la mejor estrategia». Tiempo después, se reportó que Steve Ballmer, en ese entonces vicepresidente ejecutivo de Microsoft, había mostrado, a principios de ese mes, interés en una versión de Internet Explorer para UNIX como estrategia en la guerra de navegadores:
Buscando aumentar la cuota de mercado de Internet Explorer en el área de los navegadores web, Microsoft ha estado haciendo acuerdo con fabricantes de PC y estaciones de trabajo para que Internet Explorer sea entregado junto a equipos nuevos. Sin embargo, Balmer hizo alusión a que no tener un navegador web para UNIX les representaba un obstáculo en su estrategia basada en equipos OEM si querían superar a Netscape Communications Corporation que ostentaba el 85% de la cuota de mercado con su línea de navegadores web Netscape Navigator.
3 de junio de 1996. Microsoft y Bristol Technology firman el acuerdo Internet Explorer Source Code Porting Agreement (Acuerdo para portar el código fuente de Internet Explorer) para desarrollar una versión de la aplicación de portación Wind/U para portar Internet Explorer a UNIX. Para ese momento, Bristol tenía además un acuerdo con Microsoft que le permitía tener acceso al código fuente de Windows desde septiembre de 1994 hasta septiembre de 1997.
29 de julio de 1996. Se anuncia oficialmente que Microsoft desarrollaría una versión nativa de Internet Explorer para «Solaris y otras variantes populares de UNIX» y que estaría disponible para «fines de 1996». Esta versión tendría una «funcionalidad equivalente a la provista por Internet Explorer 3.0», «cumpliendo su objetivo de ofrecer un navegador web funcional para los sistemas operativos más populares» así como también «implementar y promover estándares abiertos, incluyendo HTML, ActiveX y Java».
Marzo de 1997. A causa de una disputa entre Microsoft y Bristol sobre el rendimiento de cada uno en el acuerdo de 1996, y posiblemente también por un fracaso de renovar el contrato de Bristol que le permitía el acceso al código fuente de Windows, Microsoft cambió el rumbo de su proyecto. Microsoft decidiría portar Internet Explorer por su cuenta, usando el entorno de desarrollo extendido MainWin de Mainsoft, un competidor de Bristol. Microsoft usaría luego MainWin para portar Windows Media Player y Outlook Express a UNIX. Microsoft también decidiría desechar la versión 3.0 en favor de la versión 4.0 de Internet Explorer, que usaba el nuevo motor de renderizado Trident.
5 de noviembre de 1997. Se lanza una versión beta de Internet Explorer para UNIX 4.0 para ser probada en Solaris.
27 de enero de 1998. Se reporta que el lanzamiento de Internet Explorer para Solaris estaba programado para marzo de ese año. Tod Nielsen, gerente general de relaciones de desarrollo de Microsoft, bromeó con que querían «lanzar Internet Explorer 4.0 para Unix en el museo Ripley's Believe It or Not! en San Francisco» debido al escepticismo de aquellos que creían que Internet Explorer para Unix era vaporware. Más tarde sería reportado que se planeaban versiones para HP-UX, «IBM AIX e IRIX». Nótese que, para ese momento, MainWin 3.0 sólo estaba disponible para la plataforma Solaris SPARC 2.51, pero MainWin 2.1 estaba disponible para Solaris SPARC 2.51, Solaris Intel 5.5.1, SunOS 4.1.4, Irix 5.3, Irix 6.2, HP UX 10.2 and IBM AIX 4.1.5.
4 de marzo de 1998. Se lanza la versión para Solaris de Internet Explorer para UNIX. Más tarde ese año se lanzaría la versión para HP-UX.
1999. Se lanza Internet Explorer 5.0 para UNIX orientado a Solaris y HP-UX.
2001. Se lanza el Service Pack 1 para Internet Explorer 5.0 para UNIX orientado a Solaris y HP-UX.

## Versiones
Microsoft oficialmente reconoce 9 versiones de este navegador web.
- 4.01 40-bit para Solaris
- 4.01 40-bit para HP-UX
- 4.01 128-bit para Solaris
- 4.01 128-bit para HP-UX
- 5.0 40-bit para Solaris
- 5.0 40-bit para HP-UX
- 5.0 128-bit para Solaris
- 5.0 128-bit para HP-UX
- 5.0 Service Pack 1 Beta 128-bit para Solaris

Sin embargo, copias archivadas del sitio de Microsoft indican que el Service Pack 1 fue lanzado (presuntamente en su versión final) para Solaris y HP-UX. Se desconoce por qué Microsoft omite mencionarlos en su lista oficial; Microsoft sólo ofreció parches de cifrado de 128 bit para el Service Pack 1, por lo que es probable que haya otras versiones más:
- 5.0 Service Pack 1 Beta 128-bit para HP-UX
- 5.0 Service Pack 1 128-bit para Solaris
- 5.0 Service Pack 1 128-bit para HP-UX

## Características notables del archivo de ayuda de la versión 5.0
- Internet Explorer para Solaris soporta la mayoría de las características y tecnologías de Internet Explorer para Windows, pero también tenía sus particularidades. Por ejemplo, Internet Explorer para UNIX no puede descargar controles ActiveX u organizar archivos y carpetas locales desde dentro de la misma ventana de la aplicación. Otras características sin soporte incluyen efectos de transcición y filtros de CSS, el componente de edición de DHTML y Aplicaciones HTML (HTA). A diferencia de su contraparte en Windows, Internet Explorer para UNIX tiene atajos de teclado similares a los de Emacs y asociaciones con otras aplicaciones.
- Microsoft tenía un grupo de noticias llamado “microsoft.public.inetexplorer.unix” en su servidor de noticias público msnews.microsoft.com.
- El identificador de agente de usuario para Internet Explorer 5 es estático salvo por el tercer campo que depende del sistema operativo y el procesador usados. Algunos de los identificadores más comunes incluyen:

| Sparc 5, Solaris 2.5.1         |  | Mozilla/4.0 (compatible; MSIE 5.0; SunOS 5.5.1 sun4m; X11)      |
| Cualquier Ultra, Solaris 2.5.1 |  | Mozilla/4.0 (compatible; MSIE 5.0; SunOS 5.5.1 sun4u; X11)      |
| Cualquier Ultra, Solaris 2.6   |  | Mozilla/4.0 (compatible; MSIE 5.0; SunOS 5.6 sun4u; X11)        |
| HP 9000 C-180, HP-UX 10.20     |  | Mozilla/4.0 (compatible; MSIE 5.0; HP-UX B.10.20 9000/780; X11) |
| HP 9000 K-250, HP-UX 10.20     |  | Mozilla/4.0 (compatible; MSIE 5.0; HP-UX B.10.20 9000/802; X11) |

## Desaparición
La página sobre Internet Explorer para UNIX fue eliminada abruptamente del sitio de Microsoft entre julio y septiembre de 2002 sin mediar explicación, y fue reemplazada por un mensaje que, en inglés, rezaba «Nos disculpamos sinceramente, pero Internet Explorer para UNIX ya no se encuentra disponible para su descarga». A pesar de la desaparición de la página inicial, la página de descargas se mantuvo disponible por un tiempo. La razón oficial dada por el departamento de Relaciones Públicas de Microsoft fue que «la baja demanda no justificaba los recursos invertidos en su continuo desarrollo».